# Holacourt
Holacourt település Franciaországban, Moselle megyében. Lakosainak száma 91 fő (2022. január 1.). Holacourt Arraincourt, Herny, Lesse, Many és Vatimont községekkel határos.

## Népesség
A település népességének változása:
| Lakosok száma | 63   | 60   | 57   | 69   | 83   | 89   | 88   | 89   | 90   | 91   |
|               | 1968 | 1990 | 2006 | 2011 | 2015 | 2016 | 2018 | 2019 | 2021 | 2022 |